# Mănăstirea Paulinzella

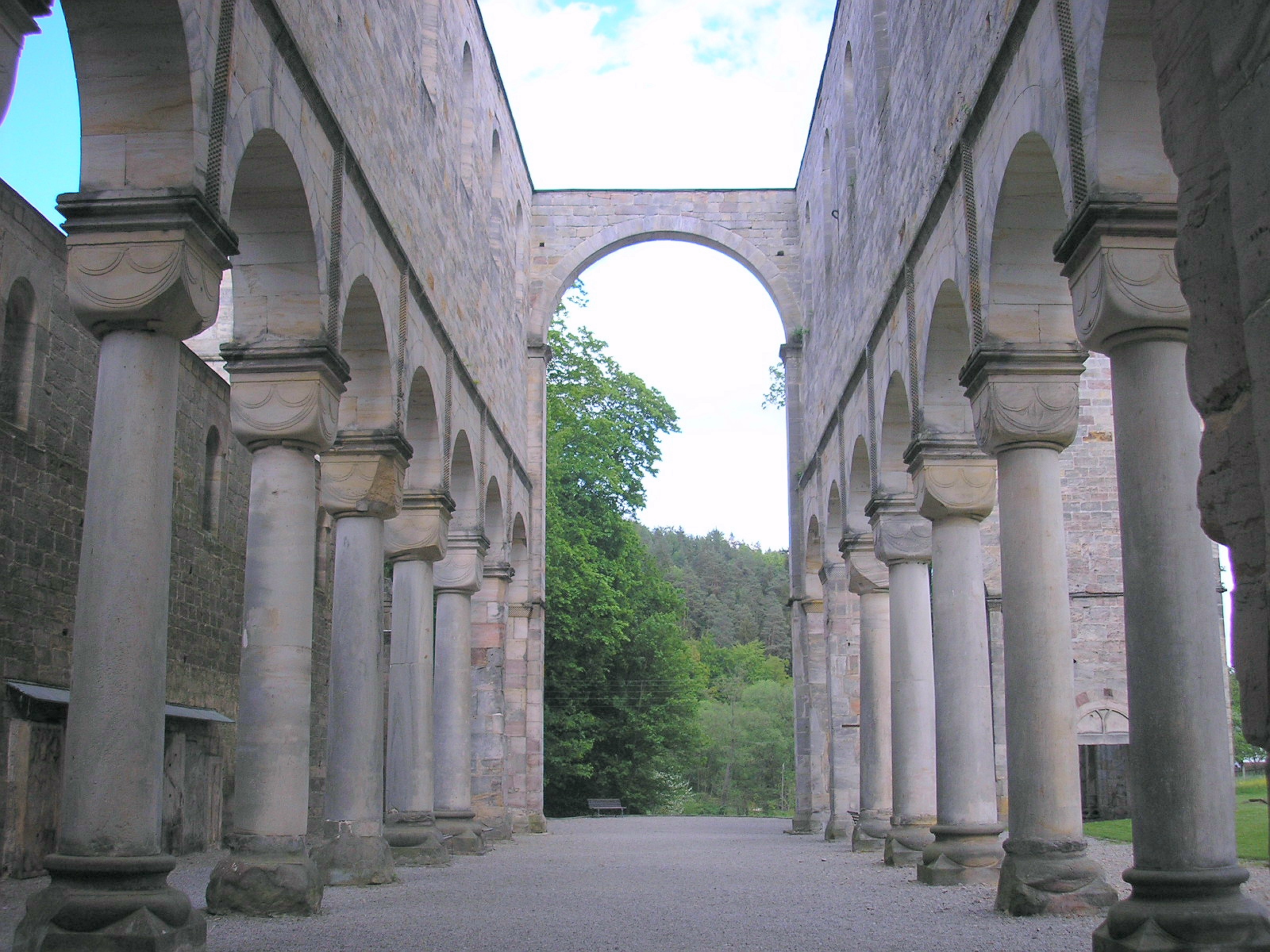
Mănăstirea Paulinzella

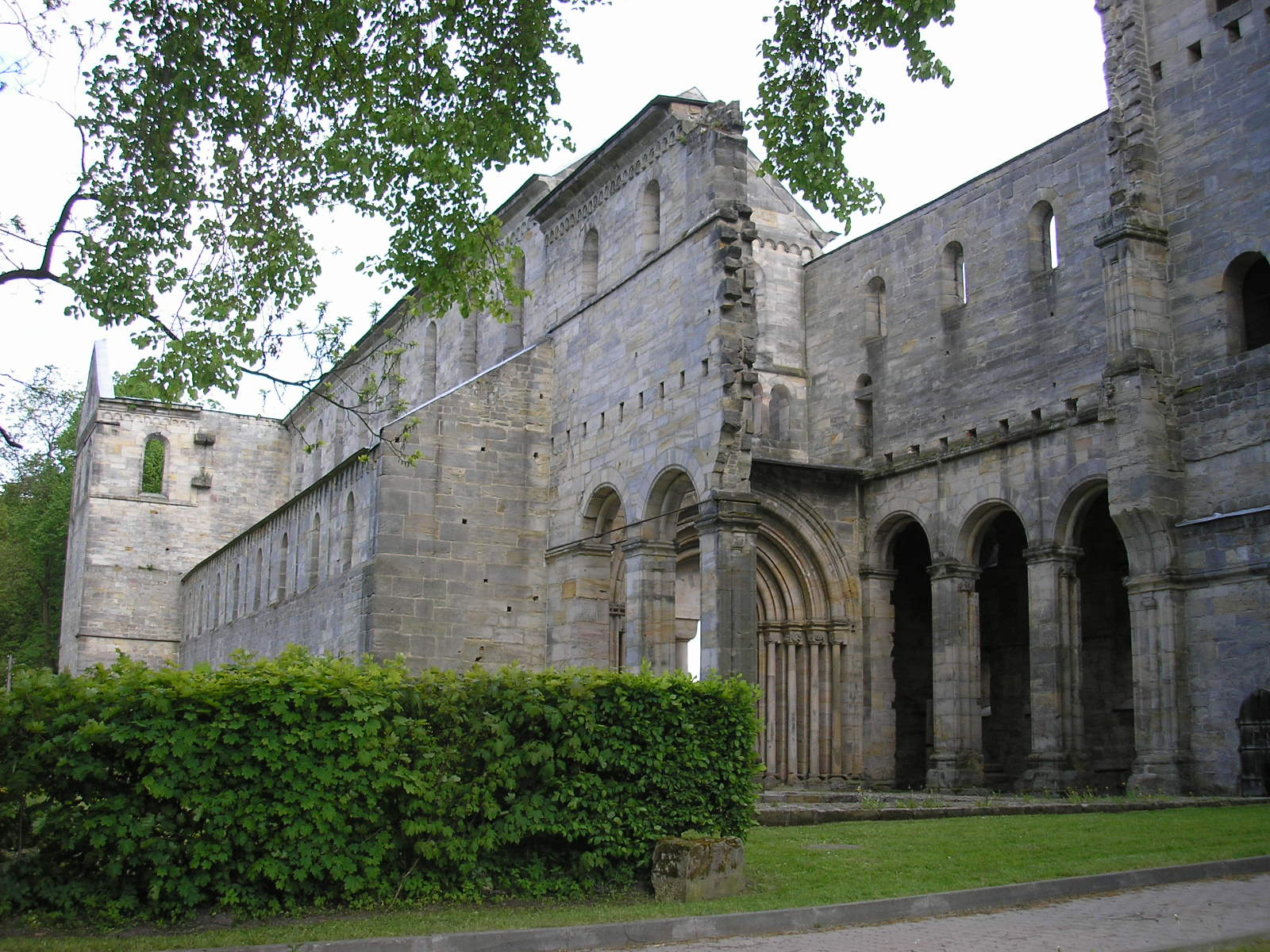
Mănăstirea Paulinzella

Mănăstirea Paulinzella este o fostă mănăstire benedictină din Paulinzella, Rottenbach (Thüringen) in landul Thüringen. Ruina mănăstirii aparține construcțiilor arhitectonice romanice din Germania.

## Istoric
La început Paulinzella era o așezare izolată care a fost întemeiată sub numele de Marienzelle („chilia Maicii Domnului”) în anul 1102 de nobilul saxon Paulina. În anul 1106 s-a început clădirea mănăstirii, Paulina moare în anul 1107, lucrările de construcție au fost continuate, sfințirea mănăstirii care a fost clădită după modelul mănăstirii Hirsau a avut loc în anul 1124. În decursul secolelor următoare mănăstirea a devenit bogată. Până la mijlocul secolului al XIV-lea a fost o mănăstire de călugări și călugărițe, dar va deveni o mănăstire numai pentru călugări. În timpul războiului țărănesc german (secolele XV - XVII) mănăstirea a fost jefuită, iar în anul 1536, în contextul reformei protestante, a fost desființată. După care a început de decădere a construcției, luarea pietrelor de gresie pentru construcții a accelerat distrugerea clădirii. Abia pe la mijlocul secolului al XIX-lea au început lucrările de renovare a ruinei.